# Copa de Europa de baloncesto 1964-65
La octava edición de la Copa de Europa de Baloncesto fue ganada por el Real Madrid derrotando en la final alCSKA Moscú, en una final a doble partido en el que el equipo ruso se impuso por siete en el partido de ida, y el Madrid remontó en la vuelta, ganando por 14.

## Primera ronda
| Equipo 1               | Agr.     | Equipo 2              | Ida    | Vuelta |
| ---------------------- | -------- | --------------------- | ------ | ------ |
| ÍR                     | 134–64   | Celtic                | 71–17  | 63–47  |
| Central YMCA           | 106–165  | ASVEL                 | 66–74  | 40–91  |
| Alemannia Aachen       | 117–153  | Honvéd                | 51–70  | 66–83  |
| FAR                    | 134–211  | Ignis Varese          | 76–99  | 58–112 |
| Etzella                | 104–179  | Antwerpse             | 52–80  | 52–99  |
| Maccabi Tel Aviv       | 127–131  | AEK                   | 74–67  | 53–64  |
| Alvik                  | 155–149  | The Wolves Amsterdam  | 82–84  | 73–65  |
| Wiener                 | 135–135* | Chemie Halle          | 76–63  | 59–72  |
| Galatasaray            | 126–161  | Lokomotiv Sofia       | 53–70  | 73–91  |
| Helsingin Kisa-Toverit | 205–115  | Gladsaxe Efterslægten | 127–53 | 78–62  |

*Tras empatar a 135 en el cómputo de los dos partidos, se delebró un partido de desempate en el que el Chemie Halle ganó 59–63.

## Segunda ronda

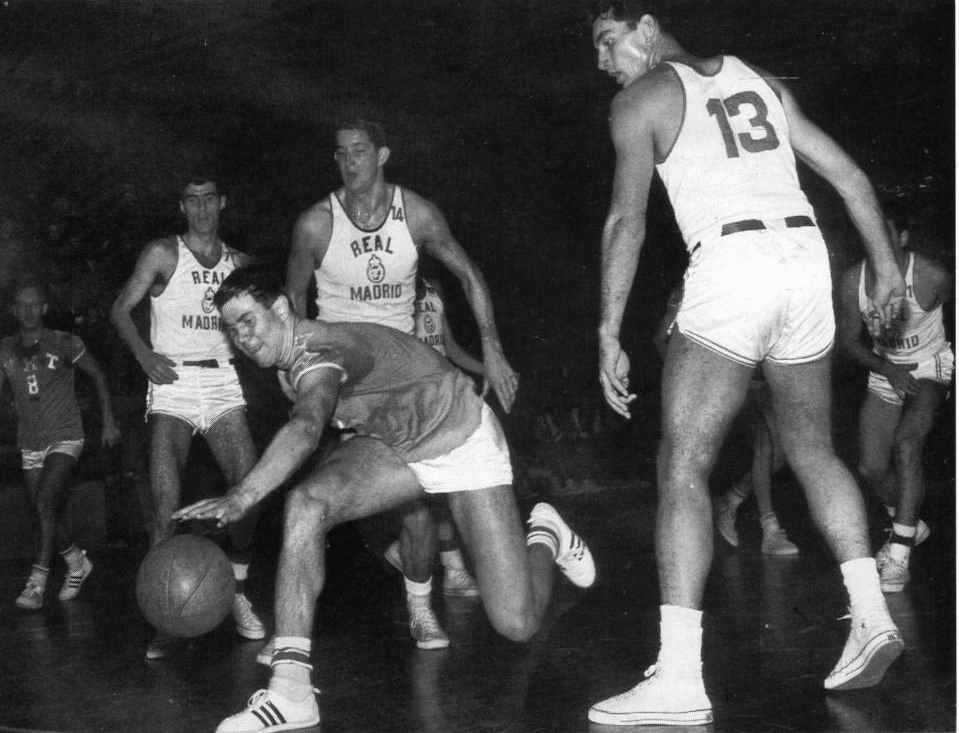
Kari Liimo, del Helsingin Kisa-Toverit, contra el Real Madrid

| Equipo 1               | Agr.    | Equipo 2         | Ida     | Vuelta |
| ---------------------- | ------- | ---------------- | ------- | ------ |
| Honvéd                 | 140–141 | Ignis Varese     | 84–74   | 56–67  |
| ÍR                     | 61–158  | ASVEL            | 42–74   | 19–84  |
| Antwerpse              | 141–157 | AEK              | 71–72   | 70–85  |
| Alvik                  | 147–291 | OKK Beograd      | 90–136  | 57–155 |
| Chemie Halle           | 142–155 | Spartak ZJŠ Brno | 76–82   | 66–73  |
| Lokomotiv Sofia        | 133–143 | Wisła Kraków     | 79–61   | 54–82  |
| Helsingin Kisa-Toverit | 151–206 | Real Madrid      | 100–109 | 51–97  |

Clasificado automáticamente para cuartos de final
- CSKA Moscú

## Cuartos de final
| Equipo 1     | Agr.    | Equipo 2         | Ida   | Vuelta |
| ------------ | ------- | ---------------- | ----- | ------ |
| ASVEL        | 130–167 | Real Madrid      | 65–83 | 65–84  |
| AEK          | 169–179 | OKK Beograd      | 85–78 | 84–101 |
| Ignis Varese | 157–156 | Spartak ZJŠ Brno | 90–84 | 67–72  |
| Wisła Kraków | 122–162 | CSKA Moscow      | 62–68 | 60–94  |

## Semifinales
| Equipo 1     | Agr.    | Equipo 2    | Ida   | Vuelta |
| ------------ | ------- | ----------- | ----- | ------ |
| Real Madrid  | 180–174 | OKK Beograd | 84–61 | 96–113 |
| Ignis Varese | 124–127 | CSKA Moscú  | 57–58 | 67–69  |

## Final
| Equipo 1   | Agr.    | Equipo 2    | Ida   | Vuelta |
| ---------- | ------- | ----------- | ----- | ------ |
| CSKA Moscú | 150–157 | Real Madrid | 88–81 | 62–76  |

Partido de ida en el Palace of Sports, Moscú;Asistencia, 15.000 (8 de abril de 1965)
Partido de vuelta en el Frontón Vista Alegre, Madrid;Asistencia, 3.000 (13 de abril de 1965)
| Campeón de la Copa de Europa de 1964–65 |
| --------------------------------------- |
| Real Madrid 2º título                   |